# Rhytidophyllum
Rhytidophyllum é um género botânico pertencente à família Gesneriaceae.

## Espécies
- Rhytidophyllum acunae
- Rhytidophyllum asperum
- Rhytidophyllum auriculatum
- Rhytidophyllum berteroanum
- Rhytidophyllum bicolor
- Rhytidophyllum caribaeum
- Rhytidophyllum coccineum
- Rhytidophyllum crenulatum
- Rhytidophyllum cumanense
- Rhytidophyllum earlei
- Rhytidophyllum exsertum
- Rhytidophyllum floribundum
- Rhytidophyllum grande
- Rhytidophyllum humboldtii
- Rhytidophyllum intermedium
- Rhytidophyllum lanatum
- Rhytidophyllum leucomallon
- Rhytidophyllum leucomallum
- Rhytidophyllum lomense
- Rhytidophyllum melastoma
- Rhytidophyllum minus
- Rhytidophyllum mogoticola
- Rhytidophyllum onacaense
- Rhytidophyllum oerstedii
- Rhytidophyllum petiolare
- Rhytidophyllum plumerianum
- Rhytidophyllum prasinatum
- Rhytidophyllum purpureum
- Rhytidophyllum rhodocalyx
- Rhytidophyllum rupincola
- Rhytidophyllum stipulare
- Rhytidophyllum tigridia
- Rhytidophyllum tomentosum
- Rhytidophyllum vernicosum
- Rhytidophyllum villosulum
- Rhytidophyllum wrightianum